# Frank Schepke
Frank Schepke (Königsberg, 5 aprile 1935 – Kiel, 4 aprile 2017) è stato un canottiere tedesco.

## Palmarès

### Olimpiadi
- 1 medaglia[1]:
  - 1 oro (Roma 1960 nell'otto)

### Europei
- 2 medaglie[2]:
  - 2 ori (Mâcon 1959 nell'otto; Praga 1961 nel quattro con)